# Chenoderus tricolor
Chenoderus tricolor är en skalbaggsart som först beskrevs av Leon Fairmaire och Germain 1859.  Chenoderus tricolor ingår i släktet Chenoderus och familjen långhorningar. Inga underarter finns listade i Catalogue of Life.